# توت پایابی (سرده)
توت پایابی (سرده) (نام علمی: Phyla) نام یک سرده از تیره شاه‌پسندیان است.